# Gersemia danielsseni
Gersemia danielsseni is een zachte koraalsoort uit de familie Nephtheidae. De koraalsoort komt uit het geslacht Gersemia. Gersemia danielsseni werd in 1891 voor het eerst wetenschappelijk beschreven door Studer. 